# Папа Ђовани Ксксии (Тревизо)
Папа Ђовани Ксксии је насеље у Италији у округу Тревизо, региону Венето.
Према процени из 2011. у насељу је живело 69 становника. Насеље се налази на надморској висини од 37 м.